# Melkkruk

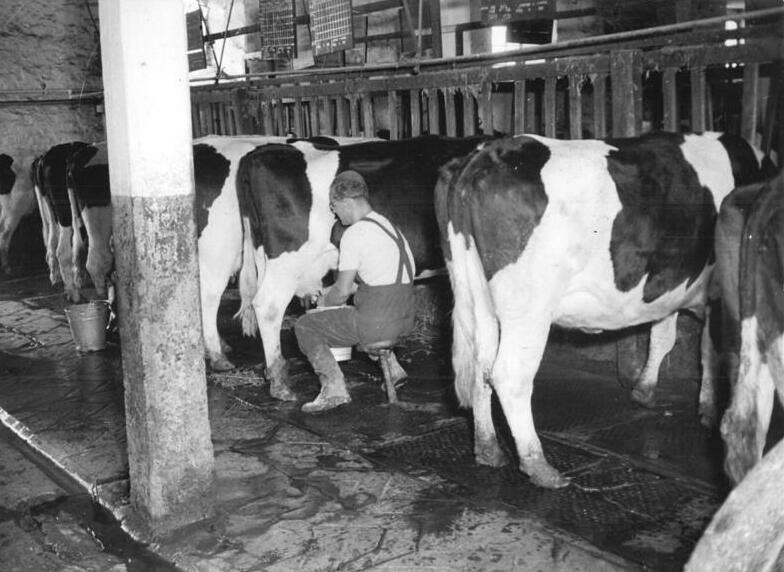
Melker op een aanbindkrukje

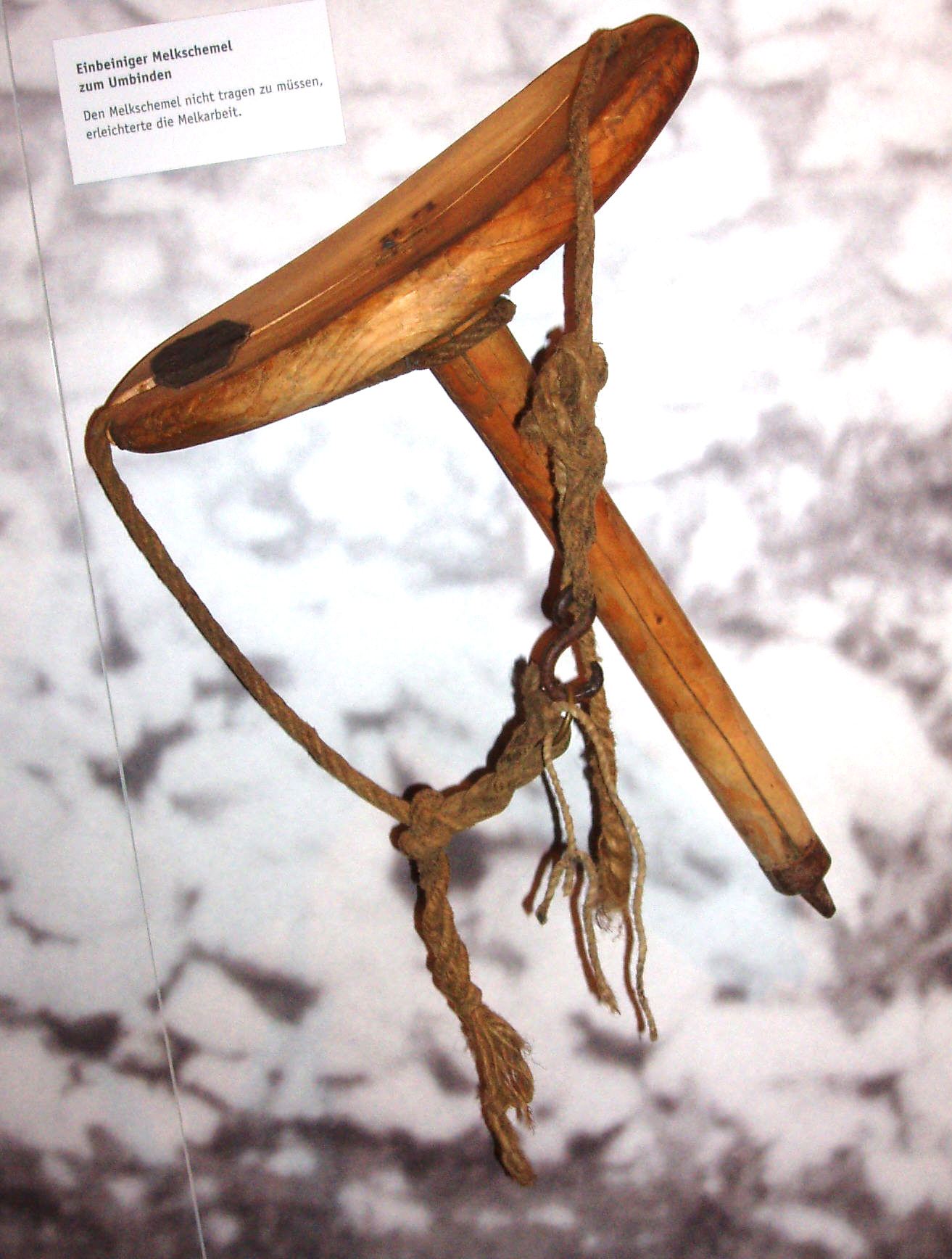
Aanbindkrukje in detail

Een melkkruk wordt gebruikt bij het met de hand melken van koeien.  Een veel voorkomende vorm is een zitvlak met in het midden één poot dat met een riem om de heupen bevestigd is. Zo kan de melker gemakkelijk van de ene koe naar de andere lopen en meteen gaan zitten om te melken. In Nederland worden koeien sinds de jaren vijftig bijna steeds met de machine gemolken, waarbij geen melkkruk nodig is.